# Paratype laeticolor
Paratype laeticolor är en fjärilsart som beskrevs av Felder 1874. Paratype laeticolor ingår i släktet Paratype och familjen björnspinnare. Inga underarter finns listade i Catalogue of Life.